# Acinopterus obtutus
Acinopterus obtutus är en insektsart som beskrevs av Lawson 1922. Acinopterus obtutus ingår i släktet Acinopterus och familjen dvärgstritar. Inga underarter finns listade i Catalogue of Life.